# Estêvão Fernandes de Castro
Estêvão Fernandes de Castro  (em castelhano: Esteban Fernández de Castro; m. 1291) foi um Rico-homem do Reino da Galiza, senhor da Casa de Castro e detentor do senhorio de Lemos e de Sarria. Filho de Fernão Guterres de Castro e de Milia Iñiguez de Mendonça. foi pertigueiro maior de Santiago, Adiantado-mor e meirinho-mor da Galiza. 

## Biografia
A data de nascimento de Estêvão é incerta. Encontra-se documentado desde 1265 na documentacão medievais. Corria o ano de 1272 participou juntamente com o infante Felipe de Castela e outros ricos-homens, na revolta nobiliárquica contra o rei Afonso X o Sábio. Antes que a rebelião estalasse começou a manifestar-se os desacatos de alguns ricos-homens, entre os quais se encontrava o infante Felipe, Manifestaram-se junto da pessoa do rei, ao negarem-se a socorrer a cidade de Sevilha com as suas tropas a fim de dar socorro a Fernando de La Cerda, que se encontrava em combate com os muçulmanos. O rei de Granada, assim como o sultão dos merínidas, encontraram-se implicados nesta conjuntura que procurava desacreditar e desabilitar o soberano castelhano.
Na Cortes de Burgos ocorridas em 1272 o rei Afonso X de Leão “o Sábio”, tentou negociar com os nobres e autorizou o matrimónio de Estevão Fernandes de Castro com  Aldonça Rodrigues de Leão, filha de Rodrigo Afonso de Leão e neta do rei Afonso IX, e que era prima do próprio rei.
Depois das Cortes de Burgos e de parecer que o soberano alcançar um acordo com os nobres sublevados, romperam-se as negociações e os nobres sublevados contra o rei de Castela, entre os quais se encontrava Estêvão Fernandes de Castro, partiram para o Reino de Granada, onde foram acolhidos com todas as honras pelo rei de Granada Maomé I, onde depois precederam à elaboração de um acordo em Sabiote em que os nobres presentes se comprometiam com o soberano de Granada a prestar ajuda mutua contra qualquer ataque por parte do rei Afonso X de Castela, até que este rei aceita-se as suas exigências. 
Antes de se dirigirme para Granada, os nobres em revolta saquearam o territorio castelhano, roubando gado e devastando alguns territórios, isto apesar do rei lhes enviar mensageiros, levando cartas em que lhes recordava os favores que tinham recebido do rei, assim como a traição ao não cumprirem os compromissos como vassalos do rei castelhano. Nos finais de 1272, o rei Afonso X teve conhecimento de que o seu irmão, infante Felipe, negociava secretamente com o Rei de Navarra a fim de que este se envolvese numa guerra contra o Reino de Castela e Leão. 
Entre os envolvidos nas negociações com o rei de Navarra estava Estêvão Fernandes de Castro, que reprovava ao rei Afonso o facto de este não lhe entregar a sua esposa, Aldonça Rodrigues de Leão, que se encontrava retida pelo rei, e reclamava o cargo de Adiantado maior de Galiza, que tinha desempenhado desde 1266.
Nos inícios de 1273 encontrando-se na cidade de Toledo, o rei Afonso o Sábio reiniciou as negociações com os nobres e sublevados e acedeu à maioria das suas pretensões, entre as quais se contava a que fazia Estêvão Fernandes de Castro, que reclamava os 3000 maravedis de salários de Martim Afonso de Leão, filho ilegítimo de Afonso IX.
Em 1273 foi extinto o cargo de Adiantado maior da Galiza, que era desempenhado por Estêvão Fernandes de Castro, que em 1276 foi nomeado Pertiguero maior de Santiago e, dois anos depois, meirinho-mor da Galicia.
Em 1282, Estêvão Fernandes de Castro, que durante a Guerra Civil Castelhana deu o seu apoio aos companheiros do Sancho IV "o Bravo”, que lutava contra o seu pai o rei Afonso o Sábio, foi recompensado pelo infante Sancho, o qual lhe fez a entrega das rentas provenientes dos arrendamentos por três anos das terças dos Bispados de Zamora, Salamanca, Ciudad Rodrigo e Coria.
Faleceu depois de junho 1291, ano em que faz um contrato de compromisso, em nome do seu filho Fernando, a favor de Violante.[a]

## Relações familiares
Casou em 1265 com Aldonça Rodrigues de Leão, filha de Rodrigo Afonso de Leão, senhor de Aliger e de Inês  Rodrigues de Cabrera, de quem teve:
- Fernando Rodrigues de Castro (1280 - Monforte de Lemos, 1304), Senhor de Lemos e Sarria casado com Violante Sanchez de Castela, senhora de Ucero e filha ilegítima do rei Sancho IV de Leão e Castela o Bravo. Deste casamento nasceu Pedro Fernandes de Castro o da Guerra que faleceu em 1304, durante a batalha travada na Galiza contra o infante Filipe de Castela, irmão de Fernando IV de Leão e Castela o Emprazado.[5]